# Renso Pérez
Renso Pérez (San Carlos de Bolívar, Provincia de Buenos Aires, 24 de diciembre del 1987) es un futbolista profesional argentino que juega como Mediocampista en Ciudad Bolívar del Torneo Federal A de Argentina

## Trayectoria
Fue campeón del Campeonato de Primera C 2011-12 con el Club Villa Dálmine. Pérez permaneció vinculado a la institución durante la temporada 2012-13 y disputó la Primera B Metropolitana.
Durante su trayectoria como futbolista ha disputado más de 450 partidos y anotado más de 50 goles.
Para la temporada 2025, se convirtió en jugador de Ciudad Bolívar del Torneo Federal A, donde llega proveniente de Guillermo Brown.

## Palmarés
- Primera División C (1): 2011-2012.[7]